# 孔冕
孔冕，字世文，北宋兖州曲阜县（今山东省曲阜市）人，孔子四十四代孙，文宣公孔仁玉（曲阜孔氏中兴祖）的第三子，文宣公孔宜、工部员外郎孔宪之弟。
孔冕官至應城（今湖北省应城市）主簿。知制诰王曾的堂妹嫁给孔冕家，家中婆媳、姑嫂关系不和睦。王曾跟随宋真宗东封泰山时，到孔冕家喝茶，中了毒，幸亏得到良药才得以脱险。事情暴露后，王曾秘密上疏，认为正值举行重大典礼，希望停止追究此事。宰相也因为孔冕是孔子的后代，即将得到褒奖提拔，于是隐瞒了这件事。工部侍郎王嗣宗认为是王曾诬告陷害孔冕，又害怕自己反被治罪，才要请求平息此事。当时久旱不雨，王嗣宗请求进见真宗，说：“孔冕被王曾控告，如果朝廷下令审讯，再加以罗织罪名，那么孔冕最终会蒙受冤枉。”真宗立即召见宰相王旦等人责问此事。王旦说：“孔冕的罪过，朝廷商议后特地加以宽容隐瞒，不派人审查追问，实在不是冤枉他。”王嗣宗理屈词穷，又用其他言辞攻击王旦，王旦不与他争辩，此事才作罢。第二年十月，王嗣宗又请求进见，说：“去年八月到今年十月一直不下雨，冬小麦没有收成。到了秋天，兖州、郓州又因大雨成灾，黄河泛滥毁坏庄稼，这是刑政有失误，才导致灾害发生。孔冕的冤枉，已在百姓中传开，王曾还身居近侍之位，希望将他贬斥降职，以端正朝廷典章，我请求公开上奏此事。”真宗对王旦等人说：“王曾确实没有罪过，如果王嗣宗上奏，也需要酌情处理。”王旦说：“孔冕不好的行为很多，只是因为他是孔子的后代才不想彻底追究，说他冤枉，从而影响了阴阳调和，恐怕不合道理。”赵安仁说：“现在如果再进行审查追问，孔冕怎么能免罪呢？”王钦若说：“我请求审问王嗣宗，如果再次审讯孔冕，他的罪行无法隐瞒，该如何处置？”第二天，王嗣宗再次进见，并且为之前说的话道歉，真宗也宽容了他。《孔子世家谱》称他官至安州参军、兖州参军。有一子孔延龄。